# Malek-Weingarten

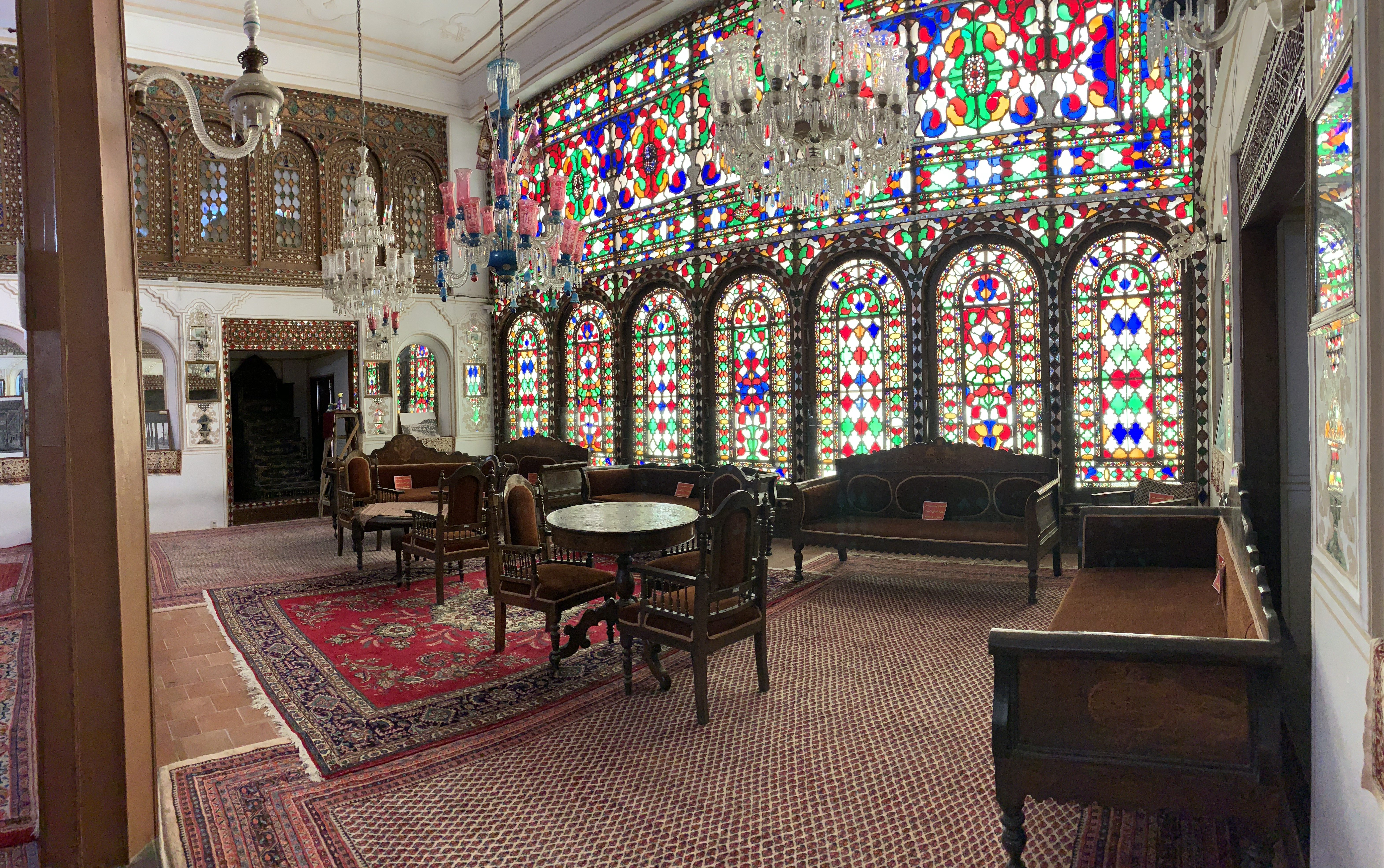
Malek-Weingarten (Isfahan)

Der Malek-Weingarten (persisch انگورستان ملک, ænguɾɛstɑn ɛ mælɛc) ist ein historisches Haus in der iranischen Stadt Isfahan und war während der Ära Nadir Schahs für lange Zeit Besitz eines reichen Mannes der Stadt. Während der Regierung Naser ad-Din Schahs wurde es vom König beschlagnahmt. Die Nachfolger Naser ad-Din Schahs erklärten es zum Klubgut und Nationalschatz. In der Zeit Mohammed Ali Schahs wurde eine Hussainia im Garten errichtet und ihre Verwaltung wurde Malek ot-Todschar, einem isfahanischen Kaufmann, übergeben. Einige Teile des Weingartens und des Gebäudes wurden während der städtischen Ausdehnung  zerstört. Übrig blieben ein zentraler Hof und ein Speisezimmer. Zurzeit wird der Malek-Weingarten als Hussainia verwendet. Für dessen Besuch ist eine Genehmigung erforderlich.